# OLT Offshore LNG Toscana
OLT Offshore LNG Toscana è una società italiana che detiene la proprietà e la gestione commerciale del terminale galleggiante del rigassificatore "FSRU Toscana", capace di immagazzinare 137000 m³ di gas liquido, ormeggiato a circa 22 chilometri al largo delle coste di Livorno.

## Storia
La prima fornitura di gas è stata immessa in rete l'8 ottobre 2013, durante la fase di collaudo tecnico con GNL a bordo del terminale e le attività commerciali sono iniziate il 20 dicembre 2013.
OLT Offshore LNG Toscana è una società partecipata da Snam S.p.A. (49,07%), First Sentier Investors (48,24%) e Golar LNG (2,69%).